# Estación Osvaldo Magnasco
Osvaldo Magnasco es una estación de ferrocarril ubicada en el barrio periférico homónimo de la ciudad de Concordia en el departamento Concordia, provincia de Entre Ríos, República Argentina.

## Servicios
Pertenece al Ferrocarril General Urquiza, en el ramal que une las estaciones de Federico Lacroze, en la Ciudad Autónoma de Buenos Aires y Posadas, en la Provincia de Misiones.
No presta servicios de pasajeros. Por sus vías corren trenes de carga de la empresa estatal Trenes Argentinos Cargas.

## Ubicación
Se encuentra ubicada entre las estaciones Concordia Central y La Criolla.